# YUMING SINGLES 1972-1976
『YUMING SINGLES 1972-1976』（ユーミン・シングルズ）は、1987年3月25日に発売された荒井由実の編集盤である。荒井由実時代のシングルをコンプリートした作品であるが、アルファレコードによってアーティストの意思とは関係なく発売された類のアルバム（非公式ベスト・アルバム）であるため、EMIミュージック・ジャパン内の彼女のディスコグラフィーには掲載されていない。
規格品番：CD：32XA-137、アルファレコードのレコード・CD制作撤退に伴い、現在は廃盤である。

## 解説
アルファから出された非公式のアルバムだが、300枚しか売れずにすぐに廃盤になった幻のデビュー曲「返事はいらない」のシングル版が収録されている貴重な品。他の収録曲もアルバム版とは異なるシングルバージョンが収められている。
2004年2月18日に発売された公式のCD-BOX『Yumi Arai 1972-1976』のDisc5には、『YUMI ARAI SINGLES』のタイトルで同じ内容のものがシングルリリース順に収録されている（ただし、同作では「翳りゆく部屋」がアルバム版の音源に差し替えられている）。

## 収録曲
- 括弧内は『Yumi Arai 1972-1976』Disc5での収録番号

### Side A
1. ベルベット・イースター
7枚目の、そして荒井由実時代最後のシングルB面。アルバム『ひこうき雲』より。（14）
2. あの日に帰りたい（another mix　※1993年・1994年の再発盤ではオリジナルのsingle mix）
6枚目シングルのA面。なお、正式なタイトルは「あの日にかえりたい」だが、このアルバムの1987年盤と1989年限定盤では「帰りたい」と漢字で表記されている。
※1987年盤と1989年限定盤にはオリジナル・シングルとは別ミックスの音源が収録されたが、1993年と1994年の再発盤ではオリジナル・シングル音源に差し替えられている。（11：single mix）
3. 12月の雨
4枚目のシングルA面。アルバム『MISSLIM』より。（7）
4. 何もきかないで
5枚目のシングルB面。アルバム『COBALT HOUR』より。（10）
5. 魔法の鏡（single version）
3枚目のシングルB面。アルバム『MISSLIM』収録のものとはヴァージョンが異なっている。（6）
6. きっと言える
2枚目のシングルA面。アルバム『ひこうき雲』より。（3）
7. 空と海の輝きに向けて（single version）
デビューシングルB面。アルバム『ひこうき雲』収録のものとはヴァージョンが異なっている。（2）

### Side B
1. やさしさに包まれたなら（single version）
3枚目のシングルA面。アルバム『MISSLIM』収録のものとはヴァージョンが異なっている。（5）
2. 瞳を閉じて
4枚目のシングルB面。アルバム『MISSLIM』より。（8）
3. ルージュの伝言
5枚目のシングルA面。アルバム『COBALT HOUR』より。（9）
4. 少しだけ片想い
6枚目のシングルB面。アルバム『COBALT HOUR』より。（12）
5. 返事はいらない（single version）
デビューシングルA面。アルバム『ひこうき雲』収録のものとはヴァージョンが異なっている。（1）
6. 翳りゆく部屋（single mix　※1993年・1994年の再発盤ではalbum mix）
7枚目の、そして荒井由実時代最後のシングルA面。
※1987年盤と1989年限定盤ではオリジナルのsingle mixだが、1993年と1994年の再発盤ではベスト・アルバム『YUMING BRAND』収録のalbum mix。（13：album mix)
7. ひこうき雲
2枚目のシングルB面。アルバム『ひこうき雲』より。（4）

- 作詞・作曲：荒井由実
- 編曲：松任谷正隆（except track A-6.A-7.B-5.B-7）、荒井由実（track A-7.B-5）、荒井由実&キャラメル・ママ（track A-6.B-7）